# Порторико на Светском првенству у атлетици на отвореном 2022.
Порторико је учествовао на 18. Светском првенству у атлетици на отвореном 2022. одржаном у Јуџину  од 15. до 25. јула осаммнаести пут, односно учествовао је на свим првенствима до данас. Репрезентацију Порторика представљало је 8 атлетичара (1 мушкарац и 7 жена) који су се такмичили у 7 (1 мушка и 6 женских) дисциплина.,
На овом првенству Порторико је по броју освојених медаља делио 40. место са 1 освојеном медаљом (бронзана).. У табели успешности према броју и пласману такмичара који су учествовали у финалним такмичењима (првих 8 такмичара) Порторико је са 2 учесника у финалу делио 34. место са 11 бодова.
| Плас. | Земља     | 1. место | 2. мес. | 3. мес. | 4. мес. | 5. мес. | 6. мес. | 7. мес. | 8. мес. | Бр. финал. | Бод. |
| ----- | --------- | -------- | ------- | ------- | ------- | ------- | ------- | ------- | ------- | ---------- | ---- |
| =34.  | Порторико | 0        | 0       | 1       | 1       | 0       | 0       | 0       | 0       | 2          | 11   |

## Учесници
| Мушкарци: - Ејден Овенс-Делерме — Десетобој | Жене: - Габи Скот — 400 м - Беверли Рамос — Маратон - Џасмин Камачо Квин — 100 м препоне - Паола Васкез — 100 м препоне - Грејс Клакстон — 400 м препоне - Рејчел де Орбета — ходање 20 км - Коралис Ортиз — Бацање копља |

## Освајачи медаља (1)

### бронза (1)
- Џасмин Камачо Квин — 100 м препоне

## Резултати

### Мушкарци

#### Десетобој
| Дисциплина    | Ејден Овенс-Делерме | Ејден Овенс-Делерме | Ејден Овенс-Делерме | Ејден Овенс-Делерме | Ејден Овенс-Делерме | Ејден Овенс-Делерме |
| Дисциплина    | Лич. рек.           | Резултат            | Бод.                | Плас.               | Укупно              | Плас.               |
| ------------- | ------------------- | ------------------- | ------------------- | ------------------- | ------------------- | ------------------- |
| 100 м         | 10,27               | 10,52               | 970                 | 4.                  | 970                 | 4.                  |
| Скок удаљ     | 7,53                | 7,64 ЛР             | 970                 | 3.                  | 1.940               | 4.                  |
| Бацање кугле  | 15,09               | 14,97               | 788                 | 10.                 | 2.728               | 3.                  |
| Скок увис     | 2,04                | 2,02                | 822                 | 12.                 | 3.550               | 4.                  |
| 400 м         | 46,10               | 45,07 ЛР            | 1.056               | 1.                  | 4.606               | 1.                  |
| 110 м препоне | 13,76               | 13,88               | 990                 | 2.                  | 5.596               | 1.                  |
| Бацање диска  | 46,25               | 42,36               | 713                 | 16.                 | 6.309               | 2.                  |
| Скок мотком   | 4,86                | 4,50                | 760                 | 16.                 | 7.069               | 4.                  |
| Бацање копља  | 56,07               | 50,98               | 603                 | 18.                 | 7.672               | 6.                  |
| 1500 м        | 4:13,17             | 4:13,02 ЛР          | 860                 | 1.                  | 8.532               | 4.                  |
| Десетобој     | 8.528               |                     |                     |                     | 8.532 НР, ЛР        | 4 / 18 (23)         |

### Жене
| Атлетичарка        | Дисциплина    | Лични рекорд | Квалификације | Квалификације | Полуфинале            | Полуфинале            | Финале                | Финале       | Детаљи |
| Атлетичарка        | Дисциплина    | Лични рекорд | Резултат      | Место         | Резултат              | Место                 | Резултат              | Место        | Детаљи |
| ------------------ | ------------- | ------------ | ------------- | ------------- | --------------------- | --------------------- | --------------------- | ------------ | ------ |
| Габи Скот          | 400 м         | 50,97 НР     | 52,05 КВ      | 3. у гр. 1    | 51,97                 | 7. у гр. 2            | Није се квалификовала | 20 / 43      |        |
| Беверли Рамос      | Маратон       | 2:32:43      |               |               |                       |                       | 2:31:10 НР, ЛР        | 20 / 32 (41) |        |
| Џасмин Камачо Квин | 100 м препоне | 12,26 НР     | 12,52 КВ      | 1. у гр. 2    | 12,32 КВ, ЛРС         | 2. у гр. 3            | 12,23 (.229)          |              |        |
| Паола Васкез       | 100 м препоне | 12,98        | 13,13         | 4. у гр. 4    | Нису се квалификовале | Нису се квалификовале | Нису се квалификовале | 27 / 38 (42) |        |
| Грејс Клакстон     | 400 м препоне | 55,25        | 56,40         | 6. у гр. 1    | Нису се квалификовале | Нису се квалификовале | Нису се квалификовале | 26 / 36 (39) |        |
| Рејчел де Орбета   | 20 км ходање  | 1:33:06 НР   |               |               |                       |                       | 1:41:55               | 36 / 36 (41) |        |
| Коралис Ортиз      | Бацање копља  | 62,31 НР     | 58,52         | 8. у гр. Б    |                       |                       | Није се квалификовала | 14 / 27 (29) |        |